# Stilwandel
Der Stilwandel ist eine ständige Erscheinung in allen Bereichen der Bildenden Kunst, der Literatur, der Musik, im Handwerk und Kunsthandwerk, in der Mode und in allen Bereichen der materiellen Kultur, sowie in dem jeweils dominanten Sitten- oder Verhaltenskodex einer bestimmten Gesellschaft oder Gesellschaftsschicht. Er kann mit einer Änderung des Zeitgeistes oder der politischen, wirtschaftlichen und sozialen Lage zusammengehen.
Eine abrupte oder fragwürdige Stiländerung wird Stilbruch genannt.
Die deutlichsten Beispiele für plötzliche Stilwandel finden sich in der Architektur und der Malerei. In der Musik läuft eine solche Änderung meist langsamer ab.  Ein markantes Beispiel ist beim Übergang vom Barock zum Rokoko der Style galant, der auch als Vorklassik bezeichnet und allgemein mit dem Tod von Johann Sebastian Bach angesetzt wird: Innerhalb von etwa 20 Jahren wechselten fast alle Komponisten vom strengen, polyphonen Stil des Spätbarock zu leichteren, dynamischeren Melodien und Satzformen der frühen Klassik.
In der Neuzeit wechselten in der bildenden Kunst die großen Linien der Kunststile meist in weniger als 100 Jahren, wobei im 20. Jahrhundert eine weitere Beschleunigung des Stilwandels zu verzeichnen ist.